# Гірнето
Гірнето́ (також Гірнефо́, дав.-гр. Ὑρνηθώ) — персонажка давньогрецької міфології, царівна Аргоса, дочка аргоського царя Темена, дружина Деїфонта. 
Нехтуючи синами, Темен більшість часу проводив з дочкою і зятем. Він надавав їм перевагу у наслідуванні престолу. Щоб заволодіти царством, брати Гірнето Керін і Фалк вбили батька. Гірнето і Деїфонт змушені були втекти з країни до Епідавру. Брати намагалися переконати Гірнето залишити Деїфонта, однак вона любила чоловіка і народила від нього вже чотирьох дітей, а тому відмовилася. Тоді Керін і Фалк викрали сестру, вагітну вп'яте. Деїфонт переслідував викрадачів і вбив Керіна, але Фалку вдалося втекти, при цьому він обходився з сестрою так грубо, що вона померла вагітною. Деіфонт поховав дружину з ненародженою дитиною в оливковому гаю в Епідаврі, заснувавши святилище Гірнетіум. Жителі Аргоса вважали за краще Деїфонта синам Темена і обрали його своїм царем. 
За іншою версією, відразу після загибелі Темена військо і народ Аргоса повстали проти його синів і передали владу Гірнето і Деіфонту.